# Montreux-Château
Montreux-Château är en kommun i departementet Territoire de Belfort i regionen Bourgogne-Franche-Comté i östra Frankrike. Kommunen ligger i kantonen Fontaine som tillhör arrondissementet Belfort. År 2022 hade Montreux-Château 1 167 invånare.

## Befolkningsutveckling
Antalet invånare i kommunen Montreux-Château
| Referens: INSEE |